# Europarlamentari dell'Austria della VII legislatura
Gli europarlamentari dell'Austria della VII legislatura, eletti in seguito alle elezioni europee del 2009, sono stati i seguenti.

## Composizione storica
| Europarlamentare    | Lista                               | Gruppo    |
| ------------------- | ----------------------------------- | --------- |
| Martin Ehrenhauser  | Lista Hans-Peter Martin             | NI        |
| Karin Kadenbach     | Partito Socialdemocratico d'Austria | S&D       |
| Othmar Karas        | Partito Popolare Austriaco          | PPE       |
| Elisabeth Köstinger | Partito Popolare Austriaco          | PPE       |
| Jörg Leichtfried    | Partito Socialdemocratico d'Austria | S&D       |
| Eva Lichtenberger   | I Verdi                             | Verdi/ALE |
| Ulrike Lunacek      | I Verdi                             | Verdi/ALE |
| Hans-Peter Martin   | Lista Hans-Peter Martin             | NI        |
| Andreas Mölzer      | Partito della Libertà Austriaco     | NI        |
| Franz Obermayr      | Partito della Libertà Austriaco     | NI        |
| Hella Ranner        | Partito Popolare Austriaco          | PPE       |
| Evelyn Regner       | Partito Socialdemocratico d'Austria | S&D       |
| Paul Rübig          | Partito Popolare Austriaco          | PPE       |
| Richard Seeber      | Partito Popolare Austriaco          | PPE       |
| Ernst Strasser      | Partito Popolare Austriaco          | PPE       |
| Johannes Swoboda    | Partito Socialdemocratico d'Austria | S&D       |
| Angelika Werthmann  | Lista Hans-Peter Martin             | NI        |

## Modifiche intervenute

### Partito Popolare Austriaco
- In data 31.03.2011 a Etnst Strasser subentra Hubert Pirker.
- In data 01.04.2011 a Hella Ranner subentra Heinz Becker.

### Europarlamentari eletti per effetto dell'attribuzione di seggi ulteriori
- In data 01.12.2011 e 07.12.2011 sono proclamati eletti Josef Weidenholzer (Partito Socialdemocratico d'Austria, gruppo S&D) e Ewald Stadler (Alleanza per il Futuro dell'Austria, gruppo Non iscritti).